# Shiro Kikuhara
Shiro Kikuhara (Prefectura de Kanagawa, Japó, 7 de juliol de 1969) és un exfutbolista japonès.

## Selecció japonesa
Shiro Kikuhara va disputar 5 partits amb la selecció japonesa.